# De agri cultura
Il Liber de agri cultura (comunemente noto come De agri cultura e, precedentemente, come De re rustica) è un'opera in prosa dell'autore latino Marco Porcio Catone detto il Censore, composta probabilmente attorno al 160 a.C. Si tratta della prima opera in prosa della storia della letteratura latina della quale si possieda una versione pressoché integrale; il testo è tuttavia privo di una precisa struttura formale, e le condizioni del manoscritto del XV secolo sul quale fu basata l'editio princeps stampata nel 1472 a Venezia, rendono plausibile che l'opera pervenutaci sia stata oggetto di rimaneggiamenti posteriori che ne abbiano alterato, più o meno pesantemente, l'originale. L'opera, a carattere pedagogico e tecnico-didascalico, era uno fra i trattati scritti e raccolti, dallo stesso Catone, nei Libri ad Marcum filium.
L'opera, aperta da un'importante praefatio che ne chiarisce il significato e l'ideologia, consta di 170 capitoli generalmente piuttosto brevi sebbene di ampiezza diseguale. Nel passo proemiale Catone afferma la superiorità dell'agricoltura, sul piano sociale, morale ed educativo ma anche su quello del profitto economico, rispetto alle altre attività che pure procurano guadagni, quali la mercatura e l'usura:
(Marco Porcio Catone, De agri cultura, praefatio.)
Attraverso la sua opera, dunque, Catone si propone di legittimare e nobilitare la tradizionale vocazione agraria delle gentes patrizie contro l'affermazione di una nuova classe, quella equestre, la cui ricchezza si fonda sulle ricchezze mobiliari e sui commerci. A tutela dell'attività agricola, che rischiava di essere soppiantata da quella commerciale, in grado di garantire guadagni maggiori e più rapidi, furono emanate dal senato alcune leggi che vietavano ai senatori di intraprendere l'attività mercantile: tra esse, una lex Claudia del 218 a.C., vietava agli esponenti della nobilitas il commercio marittimo.
All'ideale ellenizzante dell'humanitas, alla cui diffusione contribuiva, in quegli stessi anni, il circolo degli Scipioni, dunque, Catone oppone il modello del vir bonus colendi peritus, l'uomo onesto ed esperto coltivatore, vero civis Romanus, valoroso soldato.
Dopo la praefatio, l'opera assume l'aspetto di una guida per il pater familias proprietario agricolo: a differenza delle coeve opere ellenistiche, dotate di un sostanziale piano organico, il trattato catoniano è costituito da una serie di consigli, prescrizioni e indicazioni giustapposti senza seguire una struttura formale ben definita. Catone suggerisce come disporre le piantagioni, indica gli obblighi della servitù e dei fattori, illustra le tecniche agricole e i procedimenti di lavorazione, inserendo nell'opera, contemporaneamente, formule religiose rituali o ricette di cucina.
La villa di Catone non è un'estensione di terreno delle dimensioni di un latifondo, ma neppure un'azienda a conduzione familiare dedita ad un'agricoltura di sussistenza: si tratta di un'impresa di medie o vaste proporzioni, che prevede l'impiego di capitali e manodopera servile. A differenza del posteriore Marco Terenzio Varrone, che nel suo De re rustica rappresenta la villa come luogo di raffinato svago e di riposo oltre che come azienda agricola, Catone si limita a inquadrarla, senza alcun indugio poetico, nella logica del profitto: il valore pedagogico, morale e formativo dell'attività agreste consiste, infatti, nella faticosa vita che permette il raggiungimento del benessere economico.
Lo stile dell'opera, in conformità con il contenuto, è secco e disadorno, privo di ogni armonia formale; se raffrontato con i frammenti delle altre opere di Catone, infatti, il linguaggio appare più arcaico e meno curato, con l'eccezione della praefatio. Ricorrono ossessive ripetizioni, la sintassi è generalmente semplice e paratattica, è frequente l'uso di formule rituali riconducibili alla lingua dei carmina sacri di età arcaica. Diversamente da quanto era uso comune nel genere didascalico, cui l'opera catoniana potrebbe essere ascritta seppure del tutto priva di "ordine sistematico e retroterra dottrinale-scientifico", nel De agri cultura manca il ricorso diretto all'apostrofe, né si avverte la presenza di un destinatario specifico: unico scopo dell'opera è infatti l'imposizione del contenuto, che rende inutile la ricerca della purezza stilistica.

## Contenuto
Il De Agri Cultura tratta le tematiche più disparate per quanto riguarda la vita nei campi dell'ager romanus. Si va da cose generali, come la scelta del miglior podere al momento dell'acquisto, fino a tecniche più nel dettaglio, vedasi come costruire un muro di cinta nel proprio latifondo, o la corretta procedura per la preparazione dell'olio. L'opera è foriera di una carattere puramente tecnico, si veda al riguardo la continua enumerazione che Catone fa per descrivere la conduzione familiare di un vigneto o di un oliveto; il costante riferimento a termini per descrivere la lavorazione di questo o quel prodotto, per esempio il vino greco, nel capitolo XXVII, tanto celebrato a Roma. L'opera sembra strutturata secondo un disegno più grande, infatti molte tematiche sono affronate con consequenzialità: per esempio la vendemmia dall'inizio alla fine viene tratta dal capitolo XXVI al capitolo XXIX. Similarmente, grazie all'opera, possiamo capire le differenze che si affastellano fra l'agricoltura ai tempi di Catone e quella odierna: per esempio, se gli antichi Romani utilizzavano la tenica della vite maritata a un albero per dare lei il giusto supporto, questa tecnica trova scarso utilizzo oggigiorno e viene sotituita dai più comuni fil di ferro o paletti appositi.  

## Edizioni
- Scriptores rei rusticae, Venetiis, apud Nicolaum Ienson, 1472 [Contiene i De re rustica di Catone, Varrone, Columella e Rutilio Tauro Palladio ] (editio princeps)
- De agri cultura liber, Recognovit Henricus Keil, Lipsiae, in aedibus B.G. Teubneri, 1895 («Bibliotheca scriptorum Graecorum et Romanorum Teubneriana »)
- De agri cultura liber, Post Henricum Keil iterum edidit Georgius Goetz, Lipsiae, in aedibus B.G. Teubneri, 1922 («Bibliotheca scriptorum Graecorum et Romanorum Teubneriana »)

## Traduzioni italiane
- De re rustica, con note, [Traduzione di Giuseppe Compagnoni], Tomo I-III, Venezia, nella stamperia Palese, 1792-94 («Rustici latini volgarizzati»)

- Catone, Dell'agricoltura, Versione di Alessandro Donati, Milano, Notari, 1929 («Collezione Romana»)
- Liber de agricoltura, Roma, Ramo editoriale degli agricoltori, 1964
- L'agricoltura, a cura di Luca Canali e Emanuele Lelli, Milano, A. Mondadori, 2000